# Let's have another cup of coffee
Let's have another cup of coffee es una canción popular costumbrista compuesta en 1932 por Irving Berlin para el musical Face the Music. 

## Contexto
Se refiere a un grupo de ciudadanos pobres que se encuentran en un restaurante automático o self-service pero que son optimistas y piensan que la suerte les va a cambiar a mejor enseguida ("Just around the corner, There's a rainbow in the sky"; en español: A la vuelta de la esquina habrá un arcoíris en el cielo), así que pueden pedir "otra taza de café y otra ración de tarta/pastel" (another cup of coffee and another piece of pie). En la canción se cita al empresario millonario John D. Rockefeller y al presidente del país Herbert Hoover.
Glenn Miller y su orquesta, junto con Marion Hutton, Ernie Caceres y The Modernaires grabaron la canción en Nueva York en enero de 1942.